# Adams George Archibald
Pour les articles homonymes, voir Archibald.
Adams George Archibald (3 mai 1814 – 14 décembre 1892) est un avocat et homme politique canadien, considéré comme l'un des Pères de la Confédération. Bien que basé en Nouvelle-Écosse pour l'essentiel de sa carrière, il fut aussi le premier Lieutenant-gouverneur de la province du Manitoba de 1870 à 1872.

## Biographie
Né à Truro d'une famille de notables (comptant notamment Samuel G.W. Archibald, ancien procureur général de la province, parmi ses membres), il étudie la médecine pendant quelques années avant de s'orienter vers le Droit. Il obtient l'examen du barreau en janvier 1839. Après divers postes, il est nommé juge en 1848.